# Гейлс, Стивен
Стивен Гейлс (Гейлз) (англ. Stephen Hales; 17 сентября 1677 — 4 января 1761) — английский физиолог, химик и изобретатель, первым осуществивший количественные эксперименты в области физиологии животных и растений.
Член Лондонского королевского общества (1718), иностранный член Парижской академии наук (1753).

## Биография
Родился 7 (17) сентября 1677 года в Бексборне (графство Кент). В 1696 поступил в Кембриджский университет, где изучал теологию и естественнонаучные дисциплины. В 1703 был посвящён в духовный сан, в 1709 стал викарием в Теддингтоне (графство Мидлсекс).
Умер в Теддингтоне 4 января 1761 года.

## Работы

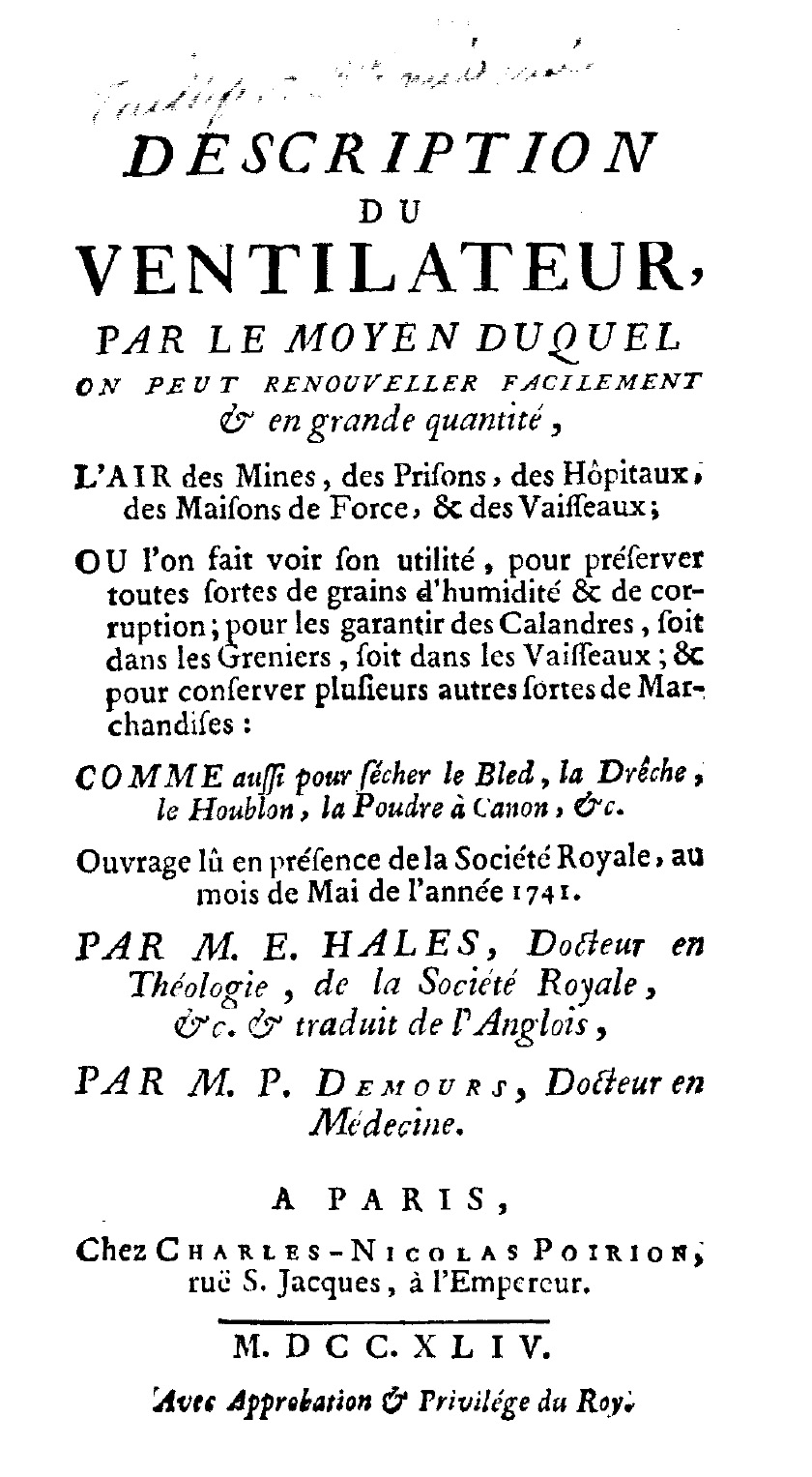
Description du ventilateur (Description of ventilators), 1744

Гейлс изучал роль воздуха и воды в поддержании жизни растений и животных. Изучая дыхание растений, показал, что они поглощают из воздуха углекислый газ. Гейлз первым измерил кровяное давление у животных. Обобщил результаты своих опытов в книгах «Статика растений» и «Гемостатика».
В 1718 Гейлс был избран членом Лондонского королевского общества и представил его вниманию свою первую статью, посвящённую влиянию солнечного тепла на подъем растительного сока в деревьях. 
Наиболее известным трудом Гейлса является «Статика растений» (Vegetables Staticks, 1727), в котором подведены итоги его многолетних экспериментов в области физиологии растений. Гейлс полагал, что всасывание воды через корень и передвижение её по растению происходят в результате действия капиллярных сил пористого тела. Используя «гемостатический метод», он определил давление растительного сока, движущегося от корней по стеблю, а в наблюдениях над испарением растений — засасывающее действие листьев в этом процессе. Таким образом, Гейлс установил нижний и верхний концевые двигатели, обусловливающие передвижение воды в растении снизу вверх. Большое количество опытов было поставлено для изучения испарения воды растениями (транспирации). Измерив время, проходящее с момента всасывания воды корнями до её испарения через листья, Гейлс рассчитал скорость движения воды в растении. Он определил также количество воды, испаряемой за день растением или отдельной веткой; измерял интенсивность транспирации растений с листьями и без них, в различные часы дня и в разное время года, у листьев нежных и кожистых, у освещенных и затененных. Таким образом, исследуя  транспирацию, он показал, что основную роль в этом процессе играют листья. Измерял скорость роста побегов и листьев растений в разных условиях. 

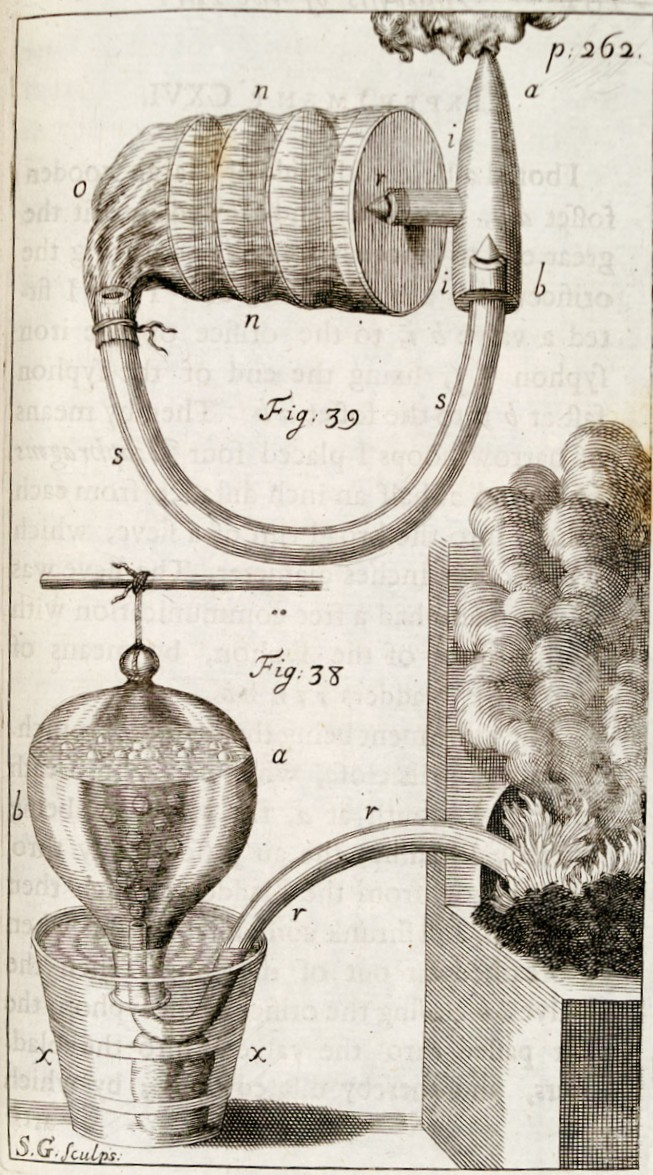
Прибор Гейлса для сбора воздуха и пневматическая ванна (1727)

Гейлс также первым обратил внимание на избирательную способность корней растений поглощать те или иные минеральные вещества из грунта. Ученый одним из первых высказал догадку, что одним из источников накопления твердых растительных веществ является воздух и свет. Гейлс пытался исследовать обмен газов, происходящий в процессе жизнедеятельности растения, но до открытия процесса фотосинтеза было далеко, потому что ученые в то время ещё не могли различать газы, входящие в состав воздуха.
В 1731 году вышел труд Гейлса «Гемостатика» (Haemastatics), вошедшем в книгу «Статические опыты» (Statical Essays, 1731). в котором были обобщены результаты опытов Гейлса по изучению кровообращения различных животных. Гейлс первым измерил кровяное давление у животных. Для этого он вставлял в кровеносный сосуд стеклянную трубочку и определял, на какую высоту поднимается по ней кровь. Ему принадлежат первые измерения сердечного выброса, скорости движения крови и сопротивления, которое она испытывает при своем движении по сосудам. В том же году Гейлс был награждён медалью Копли,  но не за исследования по физиологии растений и животных, а за работу, посвящённую популярному в то время средству для лечения мочекаменной болезни.
Гейлс доказал вред дыхания спертым воздухом и изобрел вентилятор для подачи свежего воздуха, повысивший выживаемость людей, работающих на судах, заводах и отбывающих наказание в тюрьмах. Такие вентиляторы были установлены в тюрьмах, в больнице св. Георгия и на кораблях Королевского флота. Гейлс писал памфлеты о вреде алкоголя, и в значительной степени благодаря его стараниям в 1757 году в Англии были приняты соответствующие ограничительные законы.
Гейлсом был сделан важный шаг в области пневматической химии: он изобрёл «пневматическую ванну» — прибор для улавливания газов, выделяющихся при разложении веществ, который представлял собой сосуд с водой, погруженный вверх дном в ванну с водой. Тем самым исследователи получили важнейший инструмент для выделения, идентификации и изучения различных летучих веществ.